# Wave ceptor

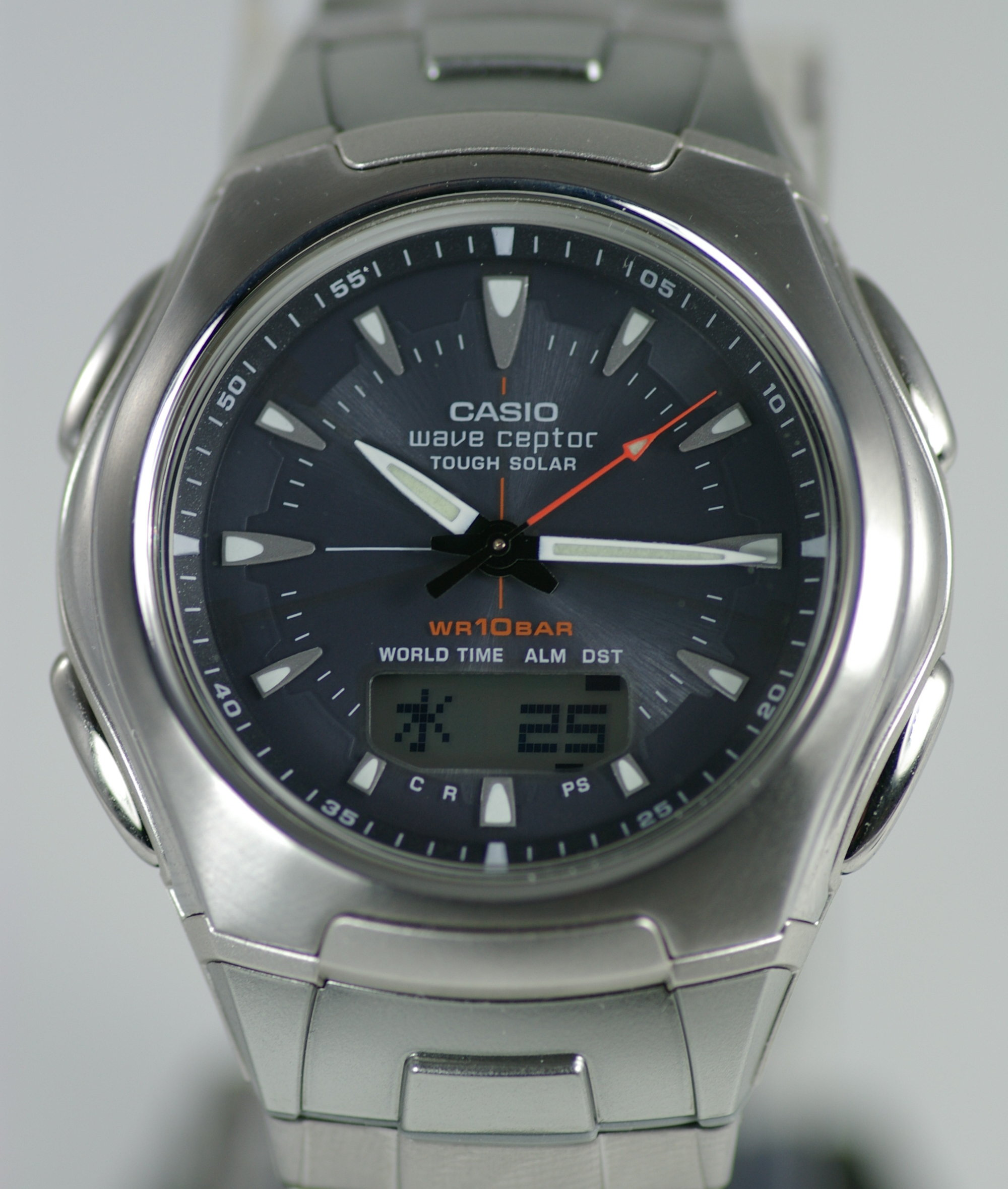
wave ceptor腕時計

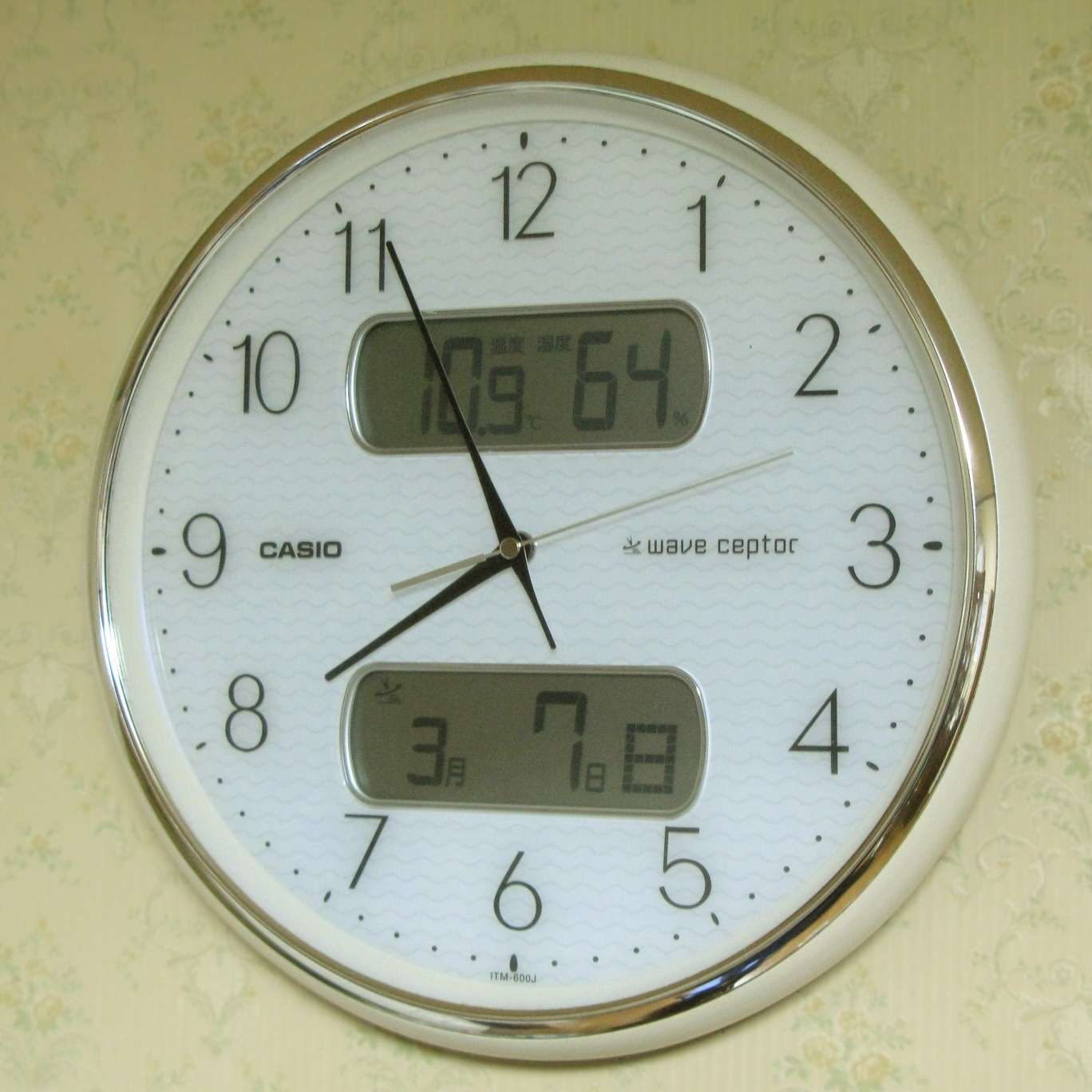
wave ceptor壁掛け時計 ITM-600J-7JF

wave ceptor（ウェーブセプター）は、カシオ計算機株式会社が販売している電波時計のブランドである。腕時計、掛け時計、置時計がある。
特に腕時計については他のブランド（OCEANUS、G-SHOCK、EDIFICE、PROTREKなど）の電波時計機能の総称でもある。マルチバンド5もしくは6（世界各地の標準電波受信機能付き）のモデルを含めて一部を除いて裏蓋または文字盤に"wave ceptor"の刻印・印字がされている。2004年10月に電波ソーラー腕時計ケースがフルメタル化された以降について、カシオ内ではムーブメントの世代を "第1世代" "第2世代" "第3世代" という風に呼んでいる。
カシオの公式サイトにおいて、 LINEAGE（リニエージ）、OVERLAND（オーバーランド）、i-RANGE（アイレンジ）も"wave ceptor"の一シリーズと位置づけられている。本項ではDATA BANK（データバンク）を含めて記述する。

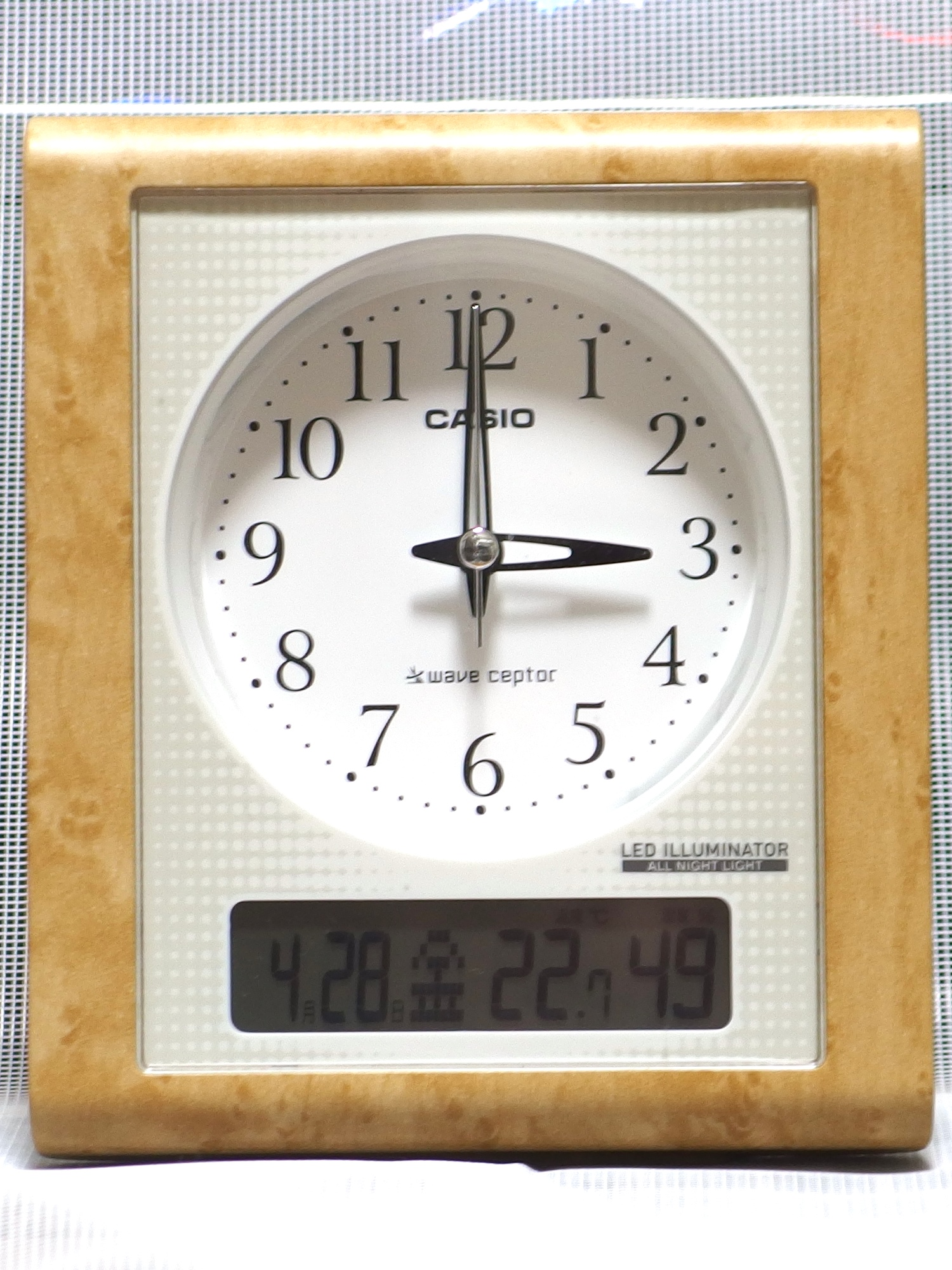
wave ceptor置時計TQT-351NJ

## 歴史
- 1996年 カシオ最初の電波置時計「DQD-10」が発売
- 2000年 電波時計タイプの「G-SHOCK ANTMAN GW-100」を発売
- 2001年 世界初のソーラー電波腕時計「WVA-300」を発売[2]
- 2004年 電波ソーラー腕時計ケースのフルメタル化（第1世代）
- 2006年 マルチバンド5搭載（第2世代）
- 2008年 マルチバンド6・タフムーブメント搭載（第3世代）
- 2014年 GPSハイブリッド電波ソーラー搭載
- 2017年 標準電波とGPS衛星電波に加え、Bluetooth経由でスマートフォンからタイムサーバー接続を加えた「Connectedエンジン 3-way」を開発

## 機能
壁掛け時計・置き時計の場合は毎時1分に電波受信を開始し、受信成功すると指定された時間（1日数回）まで次回の電波受信を行わないタイプと前回の受信成功・失敗にかかわらず毎時受信を行うタイプがある。受信が開始されると電波の状態にもよるが2～14分の間で受信状態となる。デジタル表示があるタイプの場合、受信中に電波の受信感度を示すインジケータが表示され、受信に成功するとwave ceptorのシンボルマークである"アンテナマーク"が表示される。受信環境がよくない（1日以上受信できない）とアンテナマークが表示されない場合がある。
腕時計の場合、毎日午前0時 / 1時 / 2時 / 3時 / 4時 / 5時の一日最大6回電波を受信し（1回目で受信成功すると翌日0時まで受信しない）、自動的に時刻補正を行う。
受信環境が悪く（もしくは電波受信地域外で）補正できない場合はどのタイプの時計も通常のクォーツ時計精度での動作となる。
壁掛け時計・置き時計・腕時計とも手動操作による強制受信機能も搭載している。電池を交換してリセットしたときは最初に自動で強制受信を開始する。
なお、下記のうち、マルチバンド5 / マルチバンド6 は腕時計の機能である。
マルチバンド5
- 日本（福島局、九州局）、アメリカ合衆国（WWVB）、ドイツ（DCF77）、イギリス（MSF）から発信される5局の標準電波受信して時刻を自動修正する。

マルチバンド6
- 上記に中華人民共和国（BPC）電波の受信機能が付加されたもの。アナログムーブメントの場合、タフムーブメント (TOUGH MVT.) の機能の一つとなっている。

wave ceptor
- 単に"wave ceptor"とある場合は日本の標準電波 (JJY) のみに対応 もしくは 日本とアメリカの電波に対応している。旧いモデルの場合は福島局または九州局のいずれかに対応していたものもある。

GPSハイブリッド wave ceptor
- GPSによる時刻情報・位置情報のGPS衛星受信機能および標準電波受信機能の双方を持つ。2014年に最初に製品化されたモジュールにはカスタマイズされたソニー製のLSIとGPSアンテナが搭載されている。GPS衛星受信機能は消費電力が多いため、標準電波を受信できる環境下においては、優先的に標準電波を受信する。標準電波を受信できない地域においては、屋外の一定時間以上光の当たる環境下においてGPSによる自動受信が有効となる。手動設定によるGPS強制受信では時刻情報に加えて位置情報を受信し、タイムゾーンや夏時間設定も自動で行われる。

## 腕時計

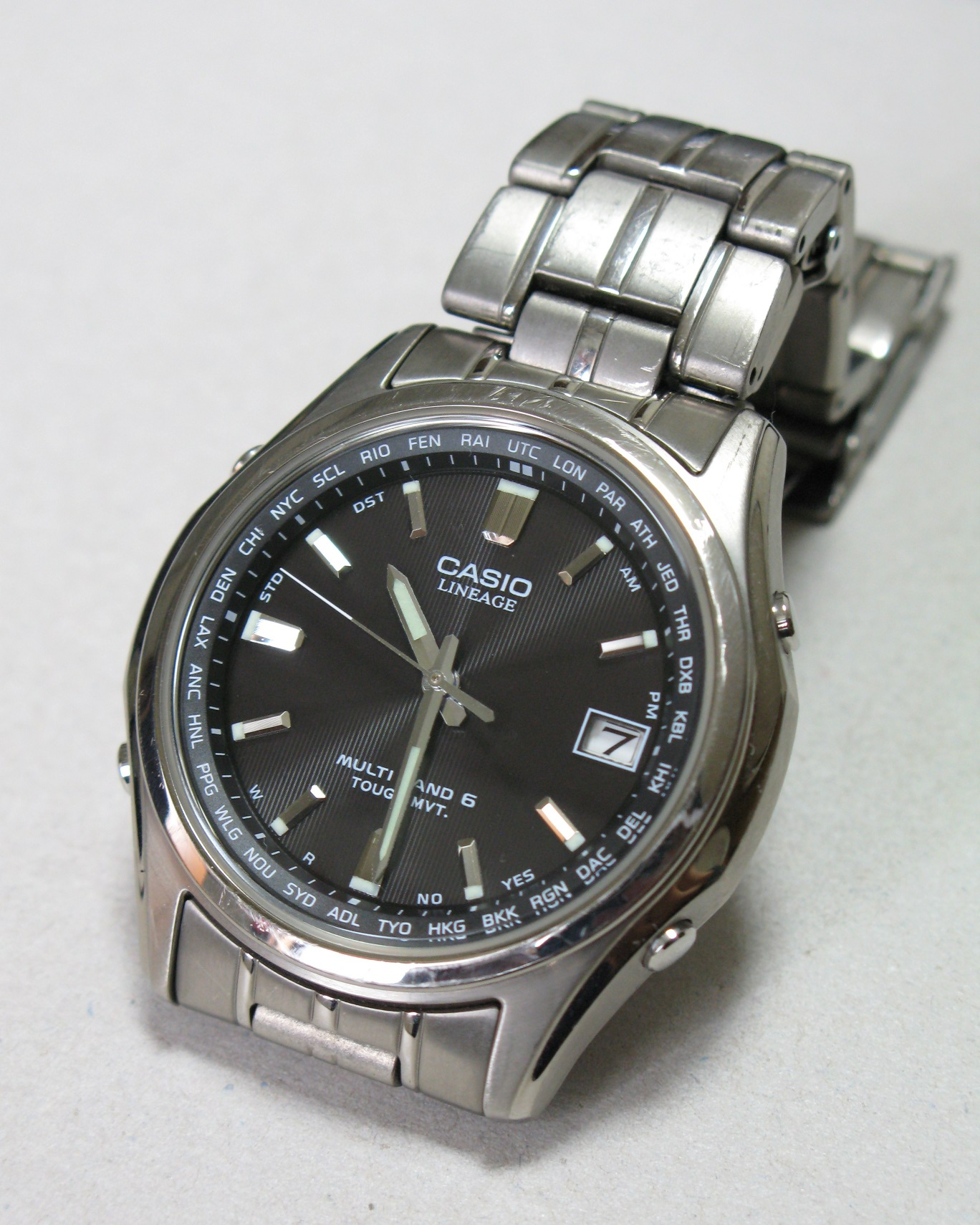
LINEAGE LIW-T100TD-1AJF

普及品としての実用性を重視した電波腕時計である。アナログ表示、デジタル表示、ソーラー充電であるか否かにかかわらず、標準電波受信機能が搭載され、特別なブランドが冠せられない安価～中級モデルとして販売される。ただし、そのうち薄型スタンダードモデルは"LINEAGE"、大きな時字を採用して視認性を重視したモデルは"OVERLAND"のサブブランドネームがつけられている。高級モデルのような資産的な価値は持たないものの、時計としての機能は完備されており、コストパフォーマンスは高い。
カシオのアナログ表示の電波腕時計はデジタル表示のみのものと同じくボタンによる操作となり、永らくリューズがないのが特徴となっていたが、2010年以降、OCEANUS、EDIFICE、PROTREK、G-SHOCKの一部のモデルからリューズ（電子制御式）操作によるSmart Access機構が搭載された。また、時・分針と秒針は別個のモーターで運針動作しており、インジケータ表示動作あるいはクロノグラフ表示動作となった場合でも時・分針は秒針とは独立した動作をする。分針は通常動作時は基本的に10秒毎に1度ずつのステップ運針であり、安価な機種や古い機種の場合は20秒毎に2度ずつステップ運針するものもある。
5、6局受信できるモデルは"MULTI BAND 5" または "MULTI BAND 6" と裏蓋に刻印または本体に印字されているが、一部のモデルは"wave ceptor"も併記されている。
LINEAGE
シンプルなアナログ表示（もしくはアナログ・デジタルのコンビネーション）・スタンダードデザインのフルメタル・薄型モデル。wave ceptorウオッチとしては中〜高価格帯に位置する。なお、"LINEAGE" には、電波ソーラーでないモデルも存在する。
OVERLAND
1993年6月に登場した、「冒険への憧れ」をテーマにしたアウトドアウオッチ。大きなアラビア文字の時字を採用して視認性を重視したシリーズ。なお、"OVERLAND" には、電波ソーラーでないモデルも存在する。現在は新製品の発売は無く、ラインナップから外されている。
i-RANGE
薄型モデルとして2005年8月に登場。デジタル表示またはアナログ・デジタル表示コンビネーションで、2006年以降は基本的にマルチバンド5に対応していた。現在は新製品の発売は無く、ラインナップから外されている。
DATA BANK、e-data bank
2002年以降の一部モデルに標準電波受信・時刻修正機能が搭載された。現在はDATA BANK、e-data bankとも電波時計としての新製品は発表されていない。
wave ceptor Watch
安価〜中級モデルのブランド。LINEAGE同様アナログ表示（もしくはアナログ・デジタルのコンビネーション）であり、モジュールもLINEAGEと共通化しているが、風防に樹脂ガラスが使われるなど、コストダウンが図られている。ソーラークロノグラフの全モデルとソーラーコンビネーションの一部モデルには「マルチバンド6」機能、デジタルマルチバンド5の全モデルには「マルチバンド5」機能が搭載されている。